# ČZ 250 Tourist
ČZ 250 Tourist je československý dvoudobý jednoválcový motocykl, vyráběný firmou ČZ Strakonice v letech 1936–1939.

## Historie
Prvních 700 motocyklů tohoto typu bylo vyrobeno v roce 1936, přičemž jeho původní cena byla 5 950 Kč. Na přání byl také k motocyklu montován sidecar značky Stoye za 1 500 Kč. Od roku 1937–1939 se pak motocykl vyráběl v pozměněné verzi. Celkem bylo vyrobeno 3 200 kusů.

## Popis
Motocykl vycházel z ČZ 175, ale měl robustnější rám, vahadlovou přední vidlici, větší brzdové bubny a větší nádrž. Motor je tříkanálový dvoudobý jednoválec, monoblok. Převodovka je uchycena pomocí patek k plechové výztuze rámu za motorem. Píst s deflektorem, motor má dva výfuky šroubováné na příruby válce. Zapalování dynamobateriové Bosch. Řazení ruční, od roku 1937 na přání nožní. Standardní zbarvení ultra černou barvou s bílými linkami, armádní zelené. Kryt nádrže, výfuková kolena, tlumiče, vahadla, řídítka, rámeček reflektoru a další drobnosti na přání chromované.

## Technické parametry
- Pohotovostní hmotnost: 135 kg
- Maximální rychlost: 90 km/h
- Spotřeba paliva: 4 l/100 km